# Menipo (Velázquez)
El cuadro de Menipo pintado por Velázquez se fecha entre 1639 y 1640. Se conserva en el Museo del Prado de Madrid (España) desde la inauguración de la pinacoteca en 1819.

## Historia del cuadro
Este cuadro fue pintado para decorar la llamada Torre de la Parada, un pabellón de caza de Felipe IV de España sito en el monte del Pardo, cerca de Madrid. Este edificio se convirtió en un valioso museo de pinturas gracias a su redecoración, impulsada durante el reinado del citado monarca. Junto a varias obras de Velázquez, albergó una larga serie sobre las Metamorfosis de Ovidio pintada por Rubens y su taller. Este pabellón estaba reservado en exclusiva para la Corte, nadie más tenía acceso. Allí se recopiló el conjunto más importante sobre temas de mitología y gran variedad de desnudos.
Velázquez pintó otro cuadro, Esopo, con la intención de que ambos fueran exhibidos en pareja.   
En el siglo XIX, Mariano Fortuny realizó una copia del busto en acuarela, que también se conserva en el Museo del Prado.

## Descripción del cuadro
El cuadro representa al filósofo griego Menipo de Gadara, tal y como se recoge en un letrero en el propio cuadro, de perfil y volviendo el rostro hacia el espectador con una expresión de burla. Protegido por una capa y calzado con grandes botas aparece cubierto con un chambergo.
A los pies del filósofo aparecen dos libros, uno de ellos abierto, y un rollo de papel. En un segundo término figura una jarra de barro.